# سرد و دیوانه
سرد و دیوانه (به انگلیسی: Cool and the Crazy) فیلم تلویزیونی درام محصول ایالات متحده آمریکا به نویسندگی و کارگردانی رالف بکشی است. بازیگران اصلی این فیلم جرد لتو، آلیسیا سیلورستون و جنیفر بلانک هستند.